# Лаврово (Переславский район)
Лаврово — село в Переславском районе Ярославской области.

## История
В 1633 году поместное сельцо в Никитском стане Логина Ивановича Нехорошева Оничкова, а раньше было в поместье за Ориной вдовою боярина Александра Михайловича Нагово. По смерти Логина Оничкова по духовной грамоте душеприказчики продали поместье патриарху Никону по купчей 6 июня 1656 года за тысячу рублей. Затем патриарх променял его в одной части Архангельскому собору на деревню Горенисовку, в другой части Троице-Сергиеву монастырю на село Нахабино Горетова стана Московского уезда. Но по соборному уложению 1667 года и царскому указу 1668 года размен отменён и Лаврово с Родионцевым отданы в вотчину ставропигиальному Воскресенскому, Новый Иерусалим именуемому, монастырю. В 1764 году при секуляризации оно перешло в казну.
Первые сведения о церкви относятся к 1716 году и в патриарших окладных книгах Лаврово названо селом. Каменная Никольская церковь построена в 1806—1811 годах.
В конце XIX — начале XX века село входило в состав Андреево-Годуновской волости Александровского уезда Владимирской губернии. В 1905 году в селе числилось 26 дворов.

## Население
| 1859 | 1905 |
| ---- | ---- |
| 101  | 132  |

| 2007 | 2010 |
| ---- | ---- |
| 0    | →0   |